# Tarot (album)
Tarot – szósty album studyjny hiszpańskiego zespołu Dark Moor wykonującego power metal. Wydany został 21 lutego 2007 roku przez wytwórnię Scarlet Records. Pierwszym singlem był utwór "The Chariot". Nazwy utworów związane są z tarotem, a konkretniej grupą talii nazywaną Wielkie Arkana.

## Lista utworów
1. „The Magician” – 1:29
2. „The Chariot” – 4:20
3. „The Star” – 4:25
4. „Wheel of Fortune” – 3:55
5. „The Emperor” – 4:07
6. „Devil in the Tower” – 7:49
7. „Death” – 4:58
8. „Lovers” – 4:04
9. „The Hanged Man” – 5:27
10. „The Moon” – 11:28
11. „The Fool” – 4:12 (utwór dodatkowy)
12. „Mozart's March” (utwór dodatkowy)

## Twórcy
| Dark Moor w składzie - Alfred Romero – śpiew - Enrik García – gitara, orkiestracje, produkcja - Daniel Fernández – gitara basowa - Roberto Cappa – perkusja |  | Gościnnie - Manda Ophuis – śpiew - Sincopa 8 – chór - Hendrik J. de Jong – gitara - Andrés Cobos – perkusja |  | Personel - Luigi Stefanini – produkcja, realizacja nagrań, miksowanie, mastering - Derek "Dodge" Gores – projekt okładki - Diana Alvarez – zdjęcia |